# America Eats Its Young
Albums de Funkadelic
Maggot Brain
(1971) Cosmic Slop
(1973)
America Eats Its Young est le quatrième album de Funkadelic sorti chez Westbound Records en 1972.

## Liste des morceaux
1. You Hit the Nail On the Head (George Clinton, Clarence Haskins, Bernie Worrell)
2. If You Don't Like the Effects, Don't Produce the Cause (Clinton, Garry Shider)
3. Everybody Is Going To Make It This Time (Clinton, Worrell)
4. A Joyful Process (Clinton, Worrell)
5. We Hurt Too (Clinton)
6. Loose Booty (Clinton, Harold Beane)
7. Philmore (Bootsy Collins)
8. I Call My Baby Pussycat (Clinton, Billy Bass Nelson, Eddie Hazel)
9. America Eats Its Young (Beane, Clinton, Worrell)
10. Biological Speculation (Clinton, Ernie Harris])
11. That Was My Girl (Clinton, Sidney Barnes)
12. Balance (Clinton, Worrell)
13. Miss Lucifer's Love (Clinton, Haskins)
14. Wake Up (Clinton, James W. Jackson, Worrell)